# Giuseppe Tominz
Giuseppe Tominz (* 6. Juli 1790 in Gorizia; † 24. April 1866 in Gradiscutta in Val Vipacco, Kaisertum Österreich) war ein italienischer Maler.

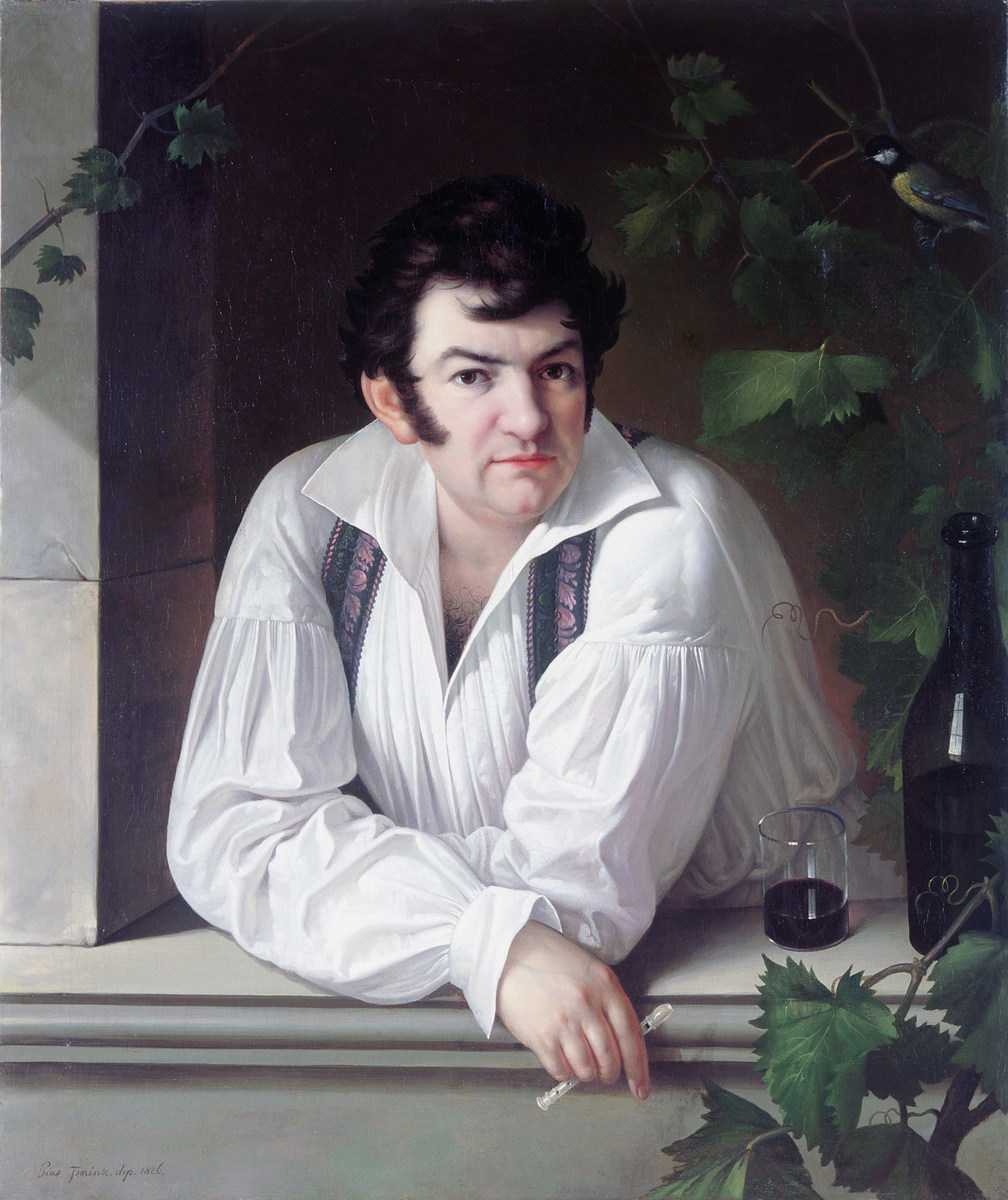
Giuseppe Tominz (Selbstporträt, 1826)

## Leben
Giuseppe Tominz wurde am 6. Juli 1790 als Sohn des Eisenwarenhändlers Giovanni Tominz und dessen Ehefrau Maria Anna Giacchini geboren. Nach seiner Schulausbildung bei der katholischen Ordensgemeinschaft der Piaristen begann Tominz eine Lehre bei dem Görzer Maler Carlo Kebar. Nach dem Tod seiner Mutter und der erneuten Heirat seines Vaters verließ er 1803 das Familienanwesen. Vermutlich studierte er in den darauf folgenden Jahren an der Akademie der Schönen Künste in Venedig 1808 lernte er bei einem Besuch in Gorizia die Schwester von Kaiser Franz I. von Österreich, Maria Anna von Österreich (1770–1809) kennen, in der er eine Förderin fand. Die Erzherzogin stellte eine Verbindung zu dem Maler Domenico Conti Bazzani her, der in Rom an der Accademia di San Luca als Professor arbeitete. Nach dem plötzlichen Tod seiner Wohltäterin fand er einen erneuten Geldgeber in Graf Giuseppe della Torre di Valsassina, den er vermutlich über seinen ehemaligen Lehrer Carlo Kebar kennengelernt hatte. Mit dessen finanziellen Unterstützung zog Tominz nach Rom. In Rom kopierte und restaurierte er Kunstwerke, während er von Bazzani an der Accademia di San Luca unterrichtet wurde. In dieser Phase entstanden seine Werke Venere e Cupido (1812) und Lettrice (1812). 1814 wurde er für eine seiner Studienarbeiten ausgezeichnet. In Rom freundete sich Tominz auch mit dem Maler Bartolomeo Pinelli an. 1816 heiratete er Maria Ricci, die Tochter einer Hausangestellten von Bazzani. Am 1. Februar 1818 wurde der erste Sohn Augusto geboren, der ebenfalls Maler und 1872 erster Direktor des Museo Revoltella in Triest werden sollte.
Nach dem Tod seines Lehrers Bazzani kehrte Tominz mit seiner Familie in seine Heimatstadt Gorizia zurück, wo er Aufträge von der Erzdiözese Gorizia und der Städte Ljubljana und Triest erhielt. In dieser Phase entstand auch das Porträt des Malers Giuseppe Bernardino Bison (1830), der mit der Familie Tominz befreundet war. Um 1830 zog Tominz nach Triest. Die Hafenstadt erlebte in dieser Zeit einen enormen wirtschaftlichen Aufschwung und Tominz' Porträts fanden insbesondere beim Triestiner Bürgertum Anklang. Nach 1835 entstanden zahlreiche Porträts von reichen Triestiner Bürgern.
1848 kehrte Tominz erneut nach Gorizia zurück, verließ seine Heimatstadt aber aufgrund der Revolution von 1848 kurze Zeit später wieder und lebte bis 1855 in Triest. Danach zog er zu seinem Bruder Francesco nach Gradiscutta bei Gorizia, wo er am 24. April 1866 verstarb.

## Werke (Auswahl)
Zahlreiche Werke von Tominz sind in Museo Revoltella in Triest, in den Musei Provinciali von Gorizia sowie in der Narodna Galerija in Ljubljana ausgestellt.
- Venere e Cupido (1812)
- Lettrice (1812)
- Autoritratto col fratello Francesco (1819), Musei Provinciali, Gorizia
- L’imperatore Francesco I d’Austria (1821), Musei Provinciali, Gorizia
- Autoritratto (1826), Narodna Galerija, Ljubljana
- Ritratto di Giuseppe Bernardino Bison (1830), Museo Revoltella, Triest
- L’imperatore Ferdinando I d’Austria (um 1830), Musei Provinciali, Gorizia

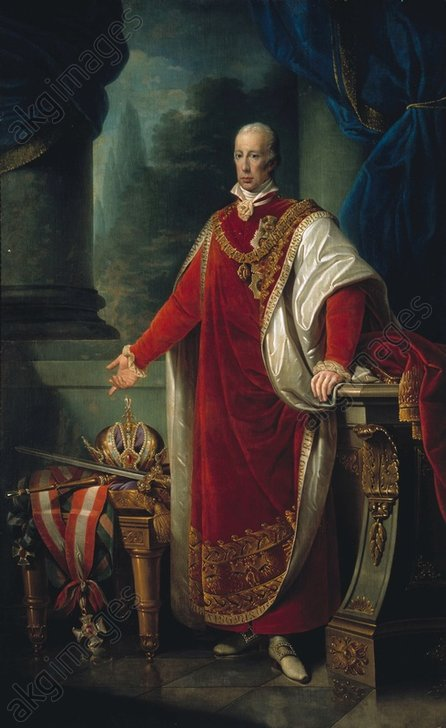
Franz I. von Österreich
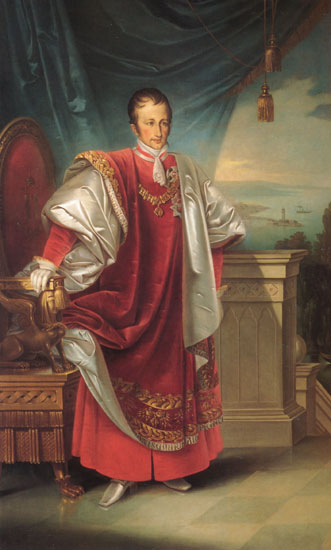
Ferdinand I. von Österreich
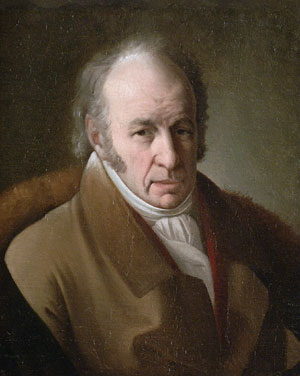
Giuseppe Bernardino Bison
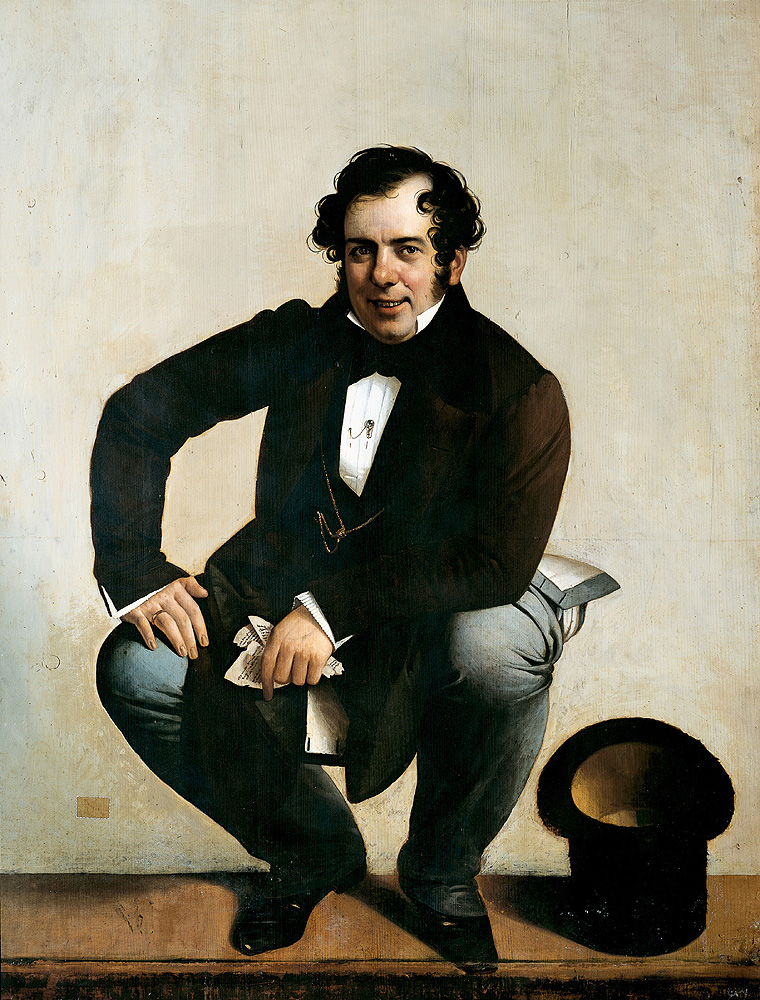
Selbstbildnis